# Stand (film)
Pour les articles homonymes, voir Stand (homonymie).
Pour plus de détails, voir Fiche technique et Distribution.
Stand est un film français, réalisé par Jonathan Taïeb sorti en 2015

## Synopsis
À Moscou, alors que (Vlad)imir circule au volant de sa voiture, son "copain" Anton remarque qu'un groupe est en train d'«éclater un mec». Malgré les demandes pressantes de son ami, Vlad refuse de s'arrêter d'autant plus qu'ayant fortement ralenti, un des agresseurs commence à s'en prendre à leur véhicule.
Et la vie continue avec ses moments d'intimité passés avec les personnes âgées chez lesquelles Anton se rend car sa profession est de les aider, avec les moments passés en couple avec son ami Vlad.
La vie continue aussi pour d'autres personnes qu'ils rencontrent au bar ou ailleurs et c'est là qu'ils apprennent par un urgentiste qu'un jeune gars torturé à mort a été retrouvé le même jour et au même endroit où ils étaient de passage.
Cette tragique nouvelle, pousse Anton a rechercher sur son ordinateur s'il peut en savoir plus ; il découvre que de nombreux lynchages d'homosexuels sont filmés, visibles en ligne et consultés par des milliers d'amateurs.
Sans doute culpabilisé de ne pas être intervenu, ne pouvant compter sur le soutien de la police, Anton décide d'enquêter lui-même sur le lâche assassinat du jeune Nikolay. Il contacte des journalistes pour lesquels c'est une affaire classée puis avec Vlad, ils se rendent chez sa mère qui leur ferme la porte au nez. Cependant sa fille, donc la sœur de la victime, leur fixe un rendez-vous. Elle leur apprend qu'une de ses fréquentations s'appelle Sergueï et leur fournit le mot de passe de ses messageries.
Grâce à cela Anton essaie de retrouver les correspondants de Nikolay. Il est encore aidé par son ami et pendant une dizaine de jours par Katya qui poursuit des études de journalisme et qui est la fille d'Olga, une des personnes auxquelles il vient en aide.
Pour infiltrer le milieu que fréquentait Nikolay, il doit réaliser de nombreuses rencontre, se placer en situation de proie ce qui exaspère et inquiète Vlad bien que celui-ci, par amour, lui prête son concours.
C'est ainsi qu'Anton rencontre Andreï. Là Vladimir le lâche dans son enquête, Katia rentre à Paris continuer sa formation à Paris et son père refuse de le recevoir.
Il se retrouve seul avec Andrey.
Il n'est peut-être pas opportun de raconter la suite.

## Fiche technique
- Avertissement : Les noms propres des acteurs et de l'équipe technique ont été recopiés sur le générique mais pour les noms russes on n'a pas respecté les consignes de transcription Wikipédia des mots en cyrillique. Cependant les dix noms d'acteurs entre parenthèses retrouvés sur des sites russes ont permis la transcription en respectant les consignes.
- Titre original : Stand
- Réalisation : Jonathan Taïeb
- Scénario : Jonathan Taïeb avec Constance Fischbach, Frédéric Jean-Jacques, Anthony Robin et traduit par Andreï Kourganov
- Directeur artistique : Jonathan Taïeb
- Maquillage : Julie Lahrer
- Son : Yves Capus, ingénieur du son, Jean-Marc Cedot et Théo Grand au montage, Benjamin Roa pour les sons additionnels et Rémi Durel, Juliette Heintz pour leur montage, Julie Tribout pour le mixage.
- Montage : Anthony Robin.
- Musique : de nombreux extraits d'œuvres diverses dont la Symphonie n° 6 de Tchaïkovski, l'ouverture de Tannhäuser (opéra) de Richard Wagner, la Fantaisie sur 2 thèmes russes, op 33 de Rimsky-Korsakov, Ma Hussarde et Aurore Boréale de Dalva, Remembering spring, My fault, Be the one, Folk song, Soul mate de Lisa Spada, Gaël Maffre et Edash Quata, Away You'll Go et Never Too Late par OK Coral[1], Spaciba Dance, Romance & Innocence à l'ancienne par Rémi Barbot et Rémi Durel
- Producteurs : Sami Chlagou et Jonathan Taïeb
- coproducteurs : Frédéric Jean-Jacques, Kalin Linsberg
- Directeur de post production : Sofiane Mehelleb
- Producteur associé : Mickaël Martin Nevot
- Assistante de production : Iekaterina Rousnak
- Société de production : Grizouille Films
- Société de distribution : Grizouille Films
- Pays d'origine :  France
- Langue : russe mais le DVD est sous-titré en français et en anglais
- Format: couleur - Son Dolby digital 5.1, Stéréo 2.0
- Genre : drame, thriller,
- Durée: 87 minutes
- Date de sortie : 
  -  France : 24 juin 2015

## Distribution
- Daniil Baranov (Даниил Баранов[2]) : le frère de Nikolay
- Evgueni Baranov (Евгений Баранов) : Artyom
- Natalia Baranova (Наталия Баранова) : la mère de Nikolay
- Tatiana Baranova (Татьяна Баранова[3]) : la sœur de Nikolay
- Alexandr Bogachev : un agresseur
- Renat Chouteïev (Ренат Шутеев[4]) : Anton
- Andreï Kochman (Андрей Кошман[5]) : Andreï
- Andreï Kourganov (Андрей Курганов[6]) : Vlad
- Valentina Manouylova : une babouchka
- Veronika Merkoulova (Вероника Меркулова) : Olga
- Vera Mytereva : une babouchka
- yuri Povn : un agresseur
- Iekaterina Rousnak (Екатерина Руснак[7]) : Katya
- Ellen Sliousartchtchi (Эллен Слюсарччи[8]) : Olya
- Alyosha Sokolovski : Alexys
- Igor Surkov : un agresseur
- Maxim Usov : un agresseur

## Distinctions

### Récompenses
Soirées du film gay de Cluj-Napoca 2014
- Prix du festival pour le meilleur long métrage

### Nominations et sélections
Chéries-Chéris 2014
- Mention spéciale pour "l'engagement et le courage politique" attribuée par le délégué général.

Festival international du film de Kiev Molodist 2014
- Sélectionné pour le «Sunny Bunny Prize» ou «Sunny Rabbit Prize», prix découverte

Festival du film de Cottbus 2014
- Sélectionné pour le fokus «Queer EAST» consacré à l'homosexualité en Europe de l'Est.

(en anglais : Queer Lisboa International Queer Film Festival) 2014
- Dans la sélection pour le prix du jury attribué au meilleur long métrage.

Festival du film Frameline 2014
- Dans la sélection pour le prix du public attribué au meilleur long métrage.

### En bref
Si l'on veut avoir une idée des informations mises à la disposition des locuteurs russes et comment ce film est résumé à leur intention, on peut s'aider d'un site en russe qui, de plus, permet de visionner le film dans son intégralité, en langue originale sous-titrée en anglais Противостояние.
Dans les suppléments du DVD Jonathan Taïeb explique que l'idée du film leur est venue lorsqu'ils ont découvert que des vidéos de lynchage réalisées par des groupes homophobes étaient en libre circulation en Russie sur internet. Ces vidéos sont regardées par des milliers de curieux sans que cela soit sanctionné. Ces groupes semblent pouvoir se livrer impunément à ce genre de «loisir» en profitant de l'opportunité que leur offre la loi de juin 2013 anti-propagande des relations sexuelles non traditionnelles devant mineur.
Dans le même bonus, le réalisateur nous informe que la réalisation de ce film a été possible avec l'aide d'Amnesty International, Inter LGBT et Le Refuge.
L'équipe française ne parlant pas russe a néanmoins pu tourner ce film car les acteurs principaux étant bilingues, pouvaient traduire leur texte, transmettre les consignes de l'équipe technique et travailler en russe avec les autres acteurs qui ne parlaient pas français puis renvoyer au réalisateur ce que ces derniers souhaitaient dire.
Ce film est censé se dérouler en Russie mais cela n'a pas été possible. Ils ont pu cependant le tourner à Kharkiv qui est tout à fait semblable à une ville russe car elle a été reconstruite après la Grande guerre patriotique dans le même style que toutes les autres villes de l'URSS.
Vers la 18e minute, pendant 30 secondes environ et sans la musique de Georges Delerue, avec un couple d'hommes, Jonathan Taïeb parodie sans ironie la célèbre séquence du film Le Mépris de Jean-Luc Godard où Brigitte Bardot interroge son partenaire sur son anatomie.